# Republic (organización antimonárquica)
Republic es una organización republicana-antimonárquica británica, fundada en 1983, que tiene por objetivo incentivar al pueblo británico para que puedan elegir a un jefe de Estado y por si la abolición de la monarquía como director del Estado.
Esta organización tiene como miembros a muchas personas, entre ellas jóvenes que no se sienten identificados por el monarca o rey y de las cuales demandan cambios en el país para que pueda haber una democracia plena y sin limitaciones, es por el que están en constante movilización para exigir un cambio de rumbo del país que no ve que esta mejorando la economía, el modo y nivel alto de vida, de las que ya no le alcanzan debido a sus limitaciones económicas, las buenas relaciones con algunos países y por si con gente que se siente excluida del panorama nacional del Reino Unido que muchos jóvenes miran como su país se está yendo a la ruina absoluta.
Tras el fallecimiento de la reina Isabel II, esta organización ha vuelto con fuerza por el que ya están empujando a la sociedad británica para que no reconozcan al nuevo rey Carlos III y con ello un cambio de mando en el país hasta convertirla en una república con elecciones libres y por supuesto con leyes que ya no sean hechas por el parlamento con la venia del rey, llamando a la desobediencia civil.